# L'As du Fallafel
 (octobre 2024).
L'As du Fallafel est un restaurant casher proposant une cuisine du Moyen-Orient, situé dans le quartier juif du Pletzl, dans le Marais, à Paris, en France. Le restaurant est réputé pour son sandwich falafel.

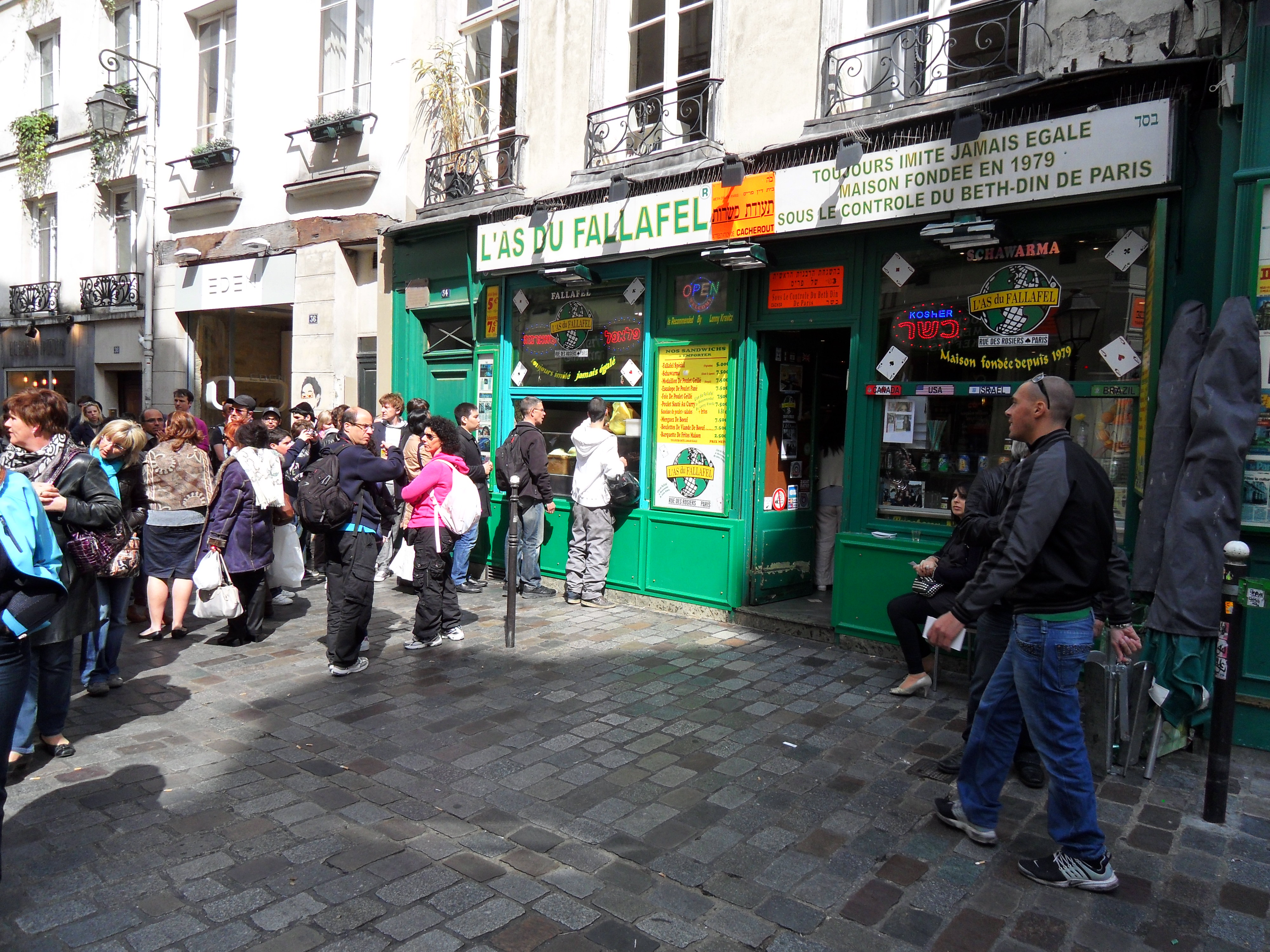
Une file de touristes et de locaux attendant d'acheter le populaire sandwich au falafel de L'As Du Fallafel pendant l'heure du déjeuner

En raison de la popularité du restaurant et de l'exiguïté des places assises, la file d'attente à l'heure du déjeuner s'étend souvent jusque dans la rue.

## Histoire
En 1979, Isaac et Daisy Peretz fondent une épicerie vendant aussi des falafels. Devant le succès des sandwichs, l'épicerie a ajouté de plus en plus de tables et de couverts, avant de devenir un restaurant à plein temps en 1997.
En 2016, les propriétaires de l'As du Fallafel rachètent les murs du restaurant concurrent Mi-va-mi à la carte similaire et situé en face et ne renouvellent pas son bail, engendrant ainsi une poursuite de la propriétaire. 

## Restaurant
L'As du Falafel propose des falafels et des plats typiques des cuisines du Moyen-Orient et de l'Afrique du Nord respectant la cacheroute. Il est fermé pour le chabbat.

## Reconnaissances

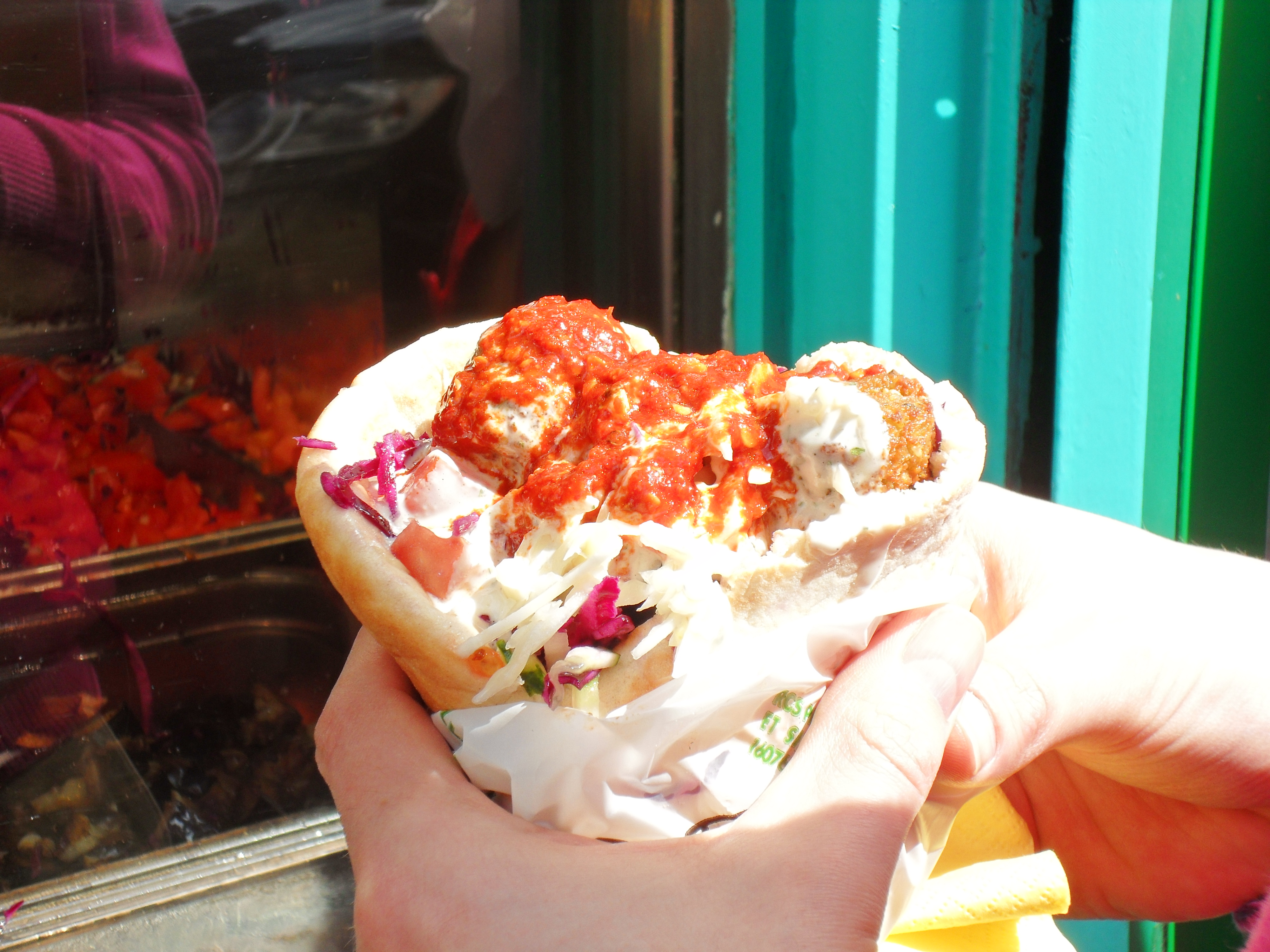
Un client de L'As du Fallafel tenant le célèbre sandwich au falafel du restaurant, recouvert de sauce piquante

Dans la rubrique voyages du New York Times, Mark Bittman affirme que « c'est la destination falafel de Paris, et même d'Europe ». 
Dans Paris de Pauline Frommer, Margie Rynn déclare que L'As du Fallafel « a, sans aucun doute, le meilleur falafel de Paris ».
On dit que le restaurant est le favori du musicien de rock Lenny Kravitz et Douglas Emhoff, le mari de Kamala Harris y a dejeuné. Natalie Portman l'a décrit comme son repas préféré à Paris.